# Chaul

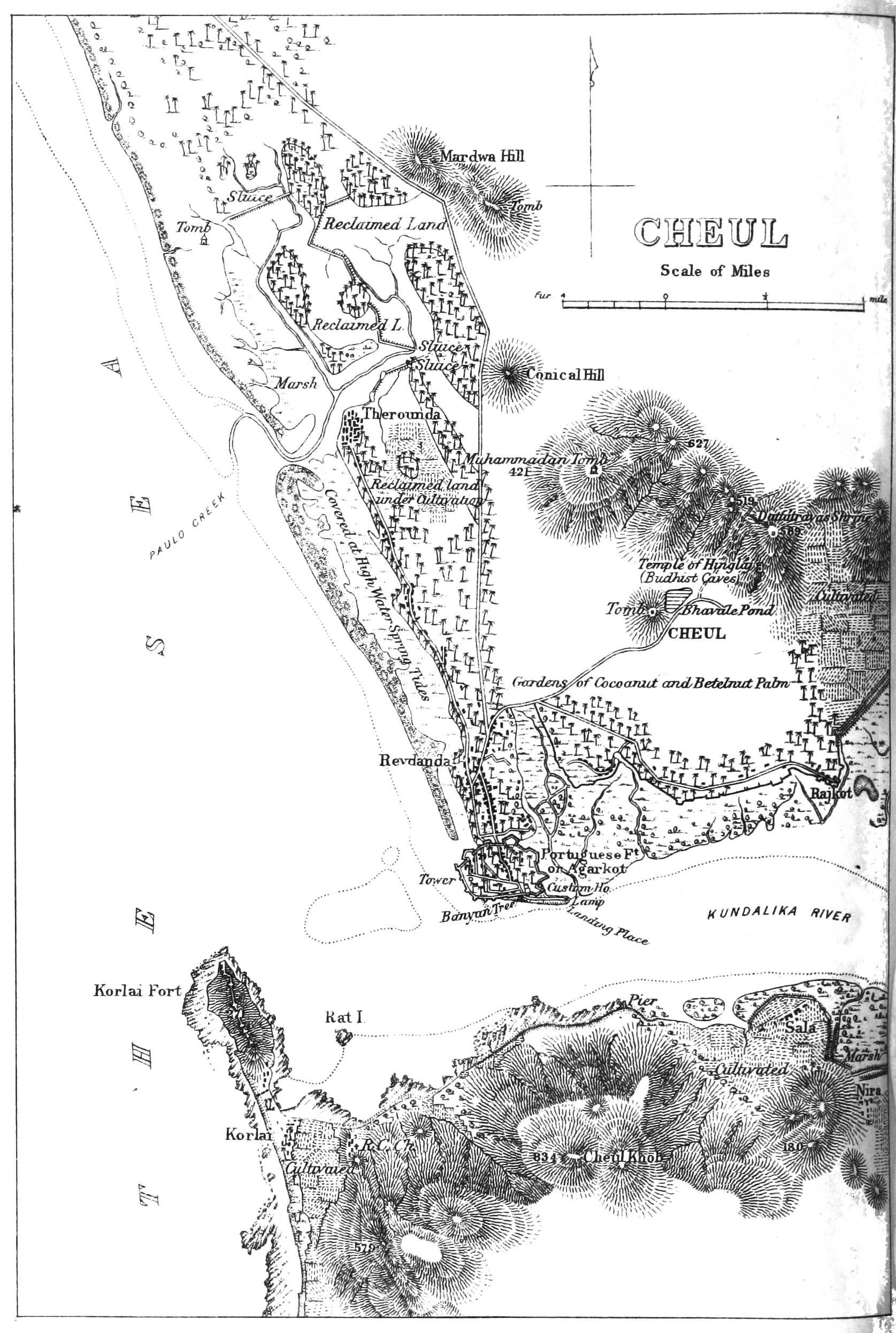
Historische Karte von Chaul

Chaul ist eine an der Küste der Arabischen See im westindischen Bundesstaat Maharashtra gelegene Kleinstadt mit den Ruinen einer Anfang des 16. Jahrhunderts gegründeten portugiesischen Handelsniederlassung.

## Lage
In der Antike war Chaul bekannt unter dem Namen Chemulaka als Hafen an der Westküste Indiens in der Konkan-Region etwa 56 km südlich von Mumbai. Chaul liegt an der Mündung des Kundalika-Flusses, der bis zum 30 km flussaufwärts gelegenen Marktflecken Roha schiffbar ist. Chaul war seit dem 1. Jahrtausend v. Chr. über das Roha-Tal und Saumpässe, die über den Gebirgszug der Westghats führen, mit den auf dem Dekkan-Plateau gelegenen Siedlungen und späteren Städten Pune, Ahmednagar und Aurangabad verbunden. Chaul (Semylla) hatte Anschluss an die Handelsrouten in der Arabischen See, die den Mittelmeerraum und den Vorderen Orient mit Indien, Afrika, Sri Lanka, Indonesien und China verbanden. 

## Ausgrabungen
Die von Vishwas Gogte vom Archäologischen Institut des Deccan College der University of Pune durchgeführten Ausgrabungen lassen auf einen ausgeprägten Handel, unter anderem mit Glasperlen, den sogenannten Indo-Pacific Beads, zwischen Indien und Ost-Afrika schließen. In der Umgebung von Chaul finden sich buddhistische Felsklöster.

## Geschichte
Im Periplus Maris Erythraei und in der Geographike Hyphegesis von Claudius Ptolemäus wird Chaul unter dem Namen Semylla erwähnt. Ptolemäus berichtet, dass seine Kenntnis Chauls von ägyptischen Kaufleuten herrührt, die den Ort regelmäßig besuchten.
Im Jahr 1508 fand vor Chaul eine für die Portugiesen verlustreiche Seeschlacht gegen die vereinigte Flotte von Ägypten und des Sultans von Gujarat statt, doch gelang es den Portugiesen ihre Niederlage ein Jahr später in der Seeschlacht von Diu wieder wettzumachen. In Chaul und auf einer vorgelagerten Halbinsel befanden sich seit 1521 portugiesische Befestigungen. Im Oktober 1531 errichteten die Portugiesen ein quadratisches, steinernes Fort (Santa Maria do Castello) mit einer Kirche und einer Besatzung von 120 Mann. In den Jahren 1570–71 wurde das Fort von Nizam Shah, Sultan von Ahmadnagar, belagert, nach einem Abkommen aber erweitert und durch das vorgelagerte Fort Morro de Chaul verstärkt.
Im 18. Jahrhundert verlor Chaul an Bedeutung und versank, nachdem es 1740 von den Portugiesen an die in Pune ansässige, aufstrebende Feudalmacht der Marathen abgetreten worden war, in der Bedeutungslosigkeit; vielleicht aber auch deshalb, weil der Hafen versandete. Von der einstigen Hafenstadt ist außer den Ruinen zweier portugiesischer Forts nur wenig geblieben.